# Kalfalı, Salıpazarı
Kalfalı là một xã thuộc huyện Salıpazarı, tỉnh Samsun, Thổ Nhĩ Kỳ. Dân số thời điểm năm 2010 là 356 người.